# Марк Валерий Публикола (консул 355 года до н. э.)
Марк Валерий Публикола (лат. Marcus Valerius Publicola; IV век до н. э.) — римский политический деятель из патрицианского рода Валериев, консул 355 и 353 годов до н. э.

## Биография
Марк Валерий впервые упоминается в источниках в связи с событиями 358 года до н. э., когда он стал начальником конницы при диктаторе Гае Сульпиции Петике и принял участие в разгроме галлов.
Во время обоих консульств коллегой Марка Валерия был тот же Гай Сульпиций. В 355 году Валерий воевал с тибуртинцами (или один, или со вторым консулом) и добился избрания на следующий год двух консулов-патрициев. В 353 году он отправился воевать с вольсками, но при усилении угрозы в Этрурии был отозван в Рим и по приказу сената назначил диктатора.